# Coupe d'Allemagne féminine de football 1981-1982
Navigation
Édition précédente Édition suivante
Le DFB-Pokal Frauen 1981-1982 est la deuxième édition de la Coupe d'Allemagne féminine.
Il s'agit d'une compétition à élimination directe ouverte aux meilleurs clubs des fédérations régionales. Elle est organisée par la Fédération allemande de football (DFB).
La finale a lieu le 1er mai 1982 au Waldstadion à Francfort-sur-le-Main. Le club SSG 09 Bergisch Gladbach, tenant du titre, remporte sa deuxième Coupe d'Allemagne.

## Format
Les équipes participantes sont les meilleures équipes des fédérations régionales, chaque fédération envoie une équipe. La compétition commence avec les huitièmes de finale qui se jouent sur un match, comme les quarts de finale et les demi-finales, en cas d'égalité un match d'appui est nécessaire. 
La finale se joue en lever de rideau de la finale masculine.

## Demi-finales
Les matchs se jouent le 7 mars 1981.
| Equipe 1                 | Equipe 2                   | Score |
| ------------------------ | -------------------------- | ----- |
| SC 07 Bad Neuenahr       | VfL Wittekind Wildeshausen | 0 - 2 |
| SSG 09 Bergisch Gladbach | FSV Francfort              | 9 - 0 |

## Finale
| 1 mai 1982 | SSG 09 Bergisch Gladbach | 3 - 0   | VfL Wittekind Wildeshausen | Waldstadion, Francfort-sur-le-Main |                      |
|            |                          | (1 - 0) |                            | Spectateurs : 30 000               | Spectateurs : 30 000 |